# ميلان ألبريشت
ميلان ألبريشت (مواليد 16 يوليو 1950) هو لاعب كرة قدم. يلعب مع منتخب تشيكوسلوفاكيا لكرة القدم. سبق له أن لعب في كأس العالم لكرة القدم مع منتخب بلاده.

## روابط خارجية
- ميلان ألبريشت على موقع الاتحاد الدولي (مؤرشف)  (الإنجليزية)
- ميلان ألبريشت على موقع الاتحاد الأوربي (الإنجليزية)
- ميلان ألبريشت على موقع قاعدة بيانات كرة القدم.إي يو (الإنجليزية)
- ميلان ألبريشت على موقع ناشيونال فوتبول تيمز (الإنجليزية)
- ميلان ألبريشت على موقع عالم كرة القدم.نت (الإنجليزية)